# Love Will Find a Way
Love Will Find a Way è un singolo del gruppo musicale pop australiano Bardot, pubblicato il 18 febbraio 2002 dall'etichetta discografica WEA.
È stato scritto da J Moore, Jacobs e Momahon e prodotto da Ollie J ed è stato estratto dal secondo album del gruppo, Play It Like That.

## Tracce
1. Love Will Find a Way
2. Hit 'N' Run
3. Love Will Find a Way (Supafly Remix)
4. Love Will Find a Way (Acoustic Version)

## Classifiche
| Classifica (2002) | Posizione raggiunta |
| ----------------- | ------------------- |
| Australia         | 18                  |